# Храм Гуанхуа
Храм Гуанхуа(кит. упр. 广化寺, пиньинь guanghua si, палл. Гуанхуа сы) — буддийский храм в Шичахайе в районе Сичэн, Пекин, КНР.

## История
Построен при Юань. На месте храма сидел монах и ему подавали милостыню. По легенде на пожертвования и был построен храм, что отразилось в его названии (化-собирать милостыню). Храм был отремонтирован в 1463. В 1852 и 1894 перестраивался. В 1937 художник Пу Жу (溥儒) оплатил ремонт храма.

## Использование
Храм принадлежал школе Чистой Земли и был важным святилищем этой школы. В 1909 году храм передали новообразованному Министерству образования и в храме разместили часть фондов пекинской библиотеки. В 1921 году храм был вновь открыт для верующих. В 1946 на территории храма размещена начальная школа. В 1982 Буддийская ассоциация Китая получила храм в пользование. Также при храме находится отделение Пекинской филармонии.

## Реликвии
- Выска с золотыми иероглифами, подарена императором.
- 2 комплекта печатных досок Трипитаки. Изготовлены при Мин и Цин. Хорошо сохранились.
- Каменные плиты украшенные резными текстами.
- Буддийские книги, рисунки, надписи на стелах, каллиграфия, портреты монахов и другие предметы.

## Службы
С 16 августа 1989 проводятся регулярные службы, воскурение благовоний. На освящение вновь открытого храма собралось более 400 человек. По праздникам храмовый оркестр играет религиозную музыку, в установленные дни монахи бесплатно раздают рисовую кашу все пришедшим, восстановив старинную традицию.